# Death Magic Doom
Death Magic Doom – dziesiąty album szwedzkiej grupy Candlemass. Roboczy tytuł albumu brzmiał "Hammer of Doom", jednak później muzycy byli zmuszeni do jego zmiany, ponieważ pod tą nazwą organizowany jest jeden z festiwali muzycznych w Niemczech. Album został nagrany jesienią 2008 roku, zaś pierwotnie data ukazania się w sklepach została wyznaczona na 27 marca 2009 roku. Ostatecznie album ukazał się 3 kwietnia 2009 roku.

## Lista utworów
1. "If I Ever Die" – 4:54
2. "Hammer Of Doom" – 6:16
3. "The Bleeding Baroness" – 7:19
4. "Demon Of The Deep" – 5:21
5. "House Of 1,000 Voices" – 7:49
6. "Dead Angel" – 4:05
7. "Clouds Of Dementia" – 5:38
8. "My Funeral Dreams" – 6:05

## Twórcy
- Robert Lowe – wokal
- Mats "Mappe" Björkman – gitara rytmiczna
- Lars Johansson – gitara prowadząca
- Leif Edling – gitara basowa
- Jan Lindh – perkusja